# 伊丽莎白·布莱克本
伊丽莎白·海伦·布莱克本，FRS（英語：Elizabeth Helen Blackburn，1948年11月26日—），分子生物学家，生于澳大利亚、现居美国，拥有澳、美两国国籍，现任加利福尼亚大学旧金山分校生物化学与生物物理学系教授。她是端粒和端粒酶研究领域的先驱，并因在该领域的贡献而与格雷德和绍斯塔克一起获得2009年诺贝尔生理学或医学奖。

## 学习经历
布莱克本出生于澳大利亚塔斯马尼亚州首府霍巴特，父亲哈罗德和母亲马西娅均为医学从业人员。布莱克本7岁到9岁间在朗塞斯顿上学。后来，由于家庭搬迁到墨尔本，她便在那里完成了中学教育。中学毕业后，她获得奖学金进入墨尔本大学学习，于1970年和1972年先后取得生物化学的学士和硕士学位；1975年获英国剑桥大学分子生物学博士学位。1975年至1977年，她在美国耶鲁大学从事分子与细胞生物学领域的博士后研究。1978年上半年，在加利福尼亚大学旧金山分校继续从事博士后研究。

## 工作经历
1978年7月，布莱克本进入加利福尼亚大学伯克利分校分子生物学系，担任助理教授，1983年升任副教授，1986年起担任教授。1990年，她转投加利福尼亚大学旧金山分校微生物学与免疫学系，并于1993年至1999年间任该系主任。目前，她是加利福尼亚大学旧金山分校生物化学与生物物理学系的“莫里斯·赫茨斯坦生物学与生理学教授”（Morris Herzstein Professor of Biology and Physiology），同时也在索尔克研究所兼任客座研究员。
在研究中，布莱克本与杰克·绍斯塔克发现，端粒中一段独特的DNA序列保护染色体免于退化；而布莱克本又与她指导的博士生卡罗尔·格雷德鉴别出了参与端粒DNA复制的一种逆转录酶——端粒酶。他们发现，端粒变短则细胞衰老，而端粒酶的活性能够维持端粒的长度。这些研究成果对癌症及其他疾病的研究具有重要影响。
2002年至2004年间，布莱克本曾担任美国总统生物伦理委员会（The President's Council on Bioethics）委员。有观点认为造成她离职的原因是她公开批评布什政府对干细胞研究的限制政策。约有170名研究人员在一封给布什总统的公开信上签名，声援布莱克本。

## 荣誉与奖励
- 当选美国艺术与科学院院士，1991
- 当选英国皇家学会院士，1992
- 成为美国微生物学会会士，1993
- 当选美国国家科学院外籍院士，1993
- 出任美国细胞生物学会主席，1998
- 成为美国科学促进会成员，2000[3]

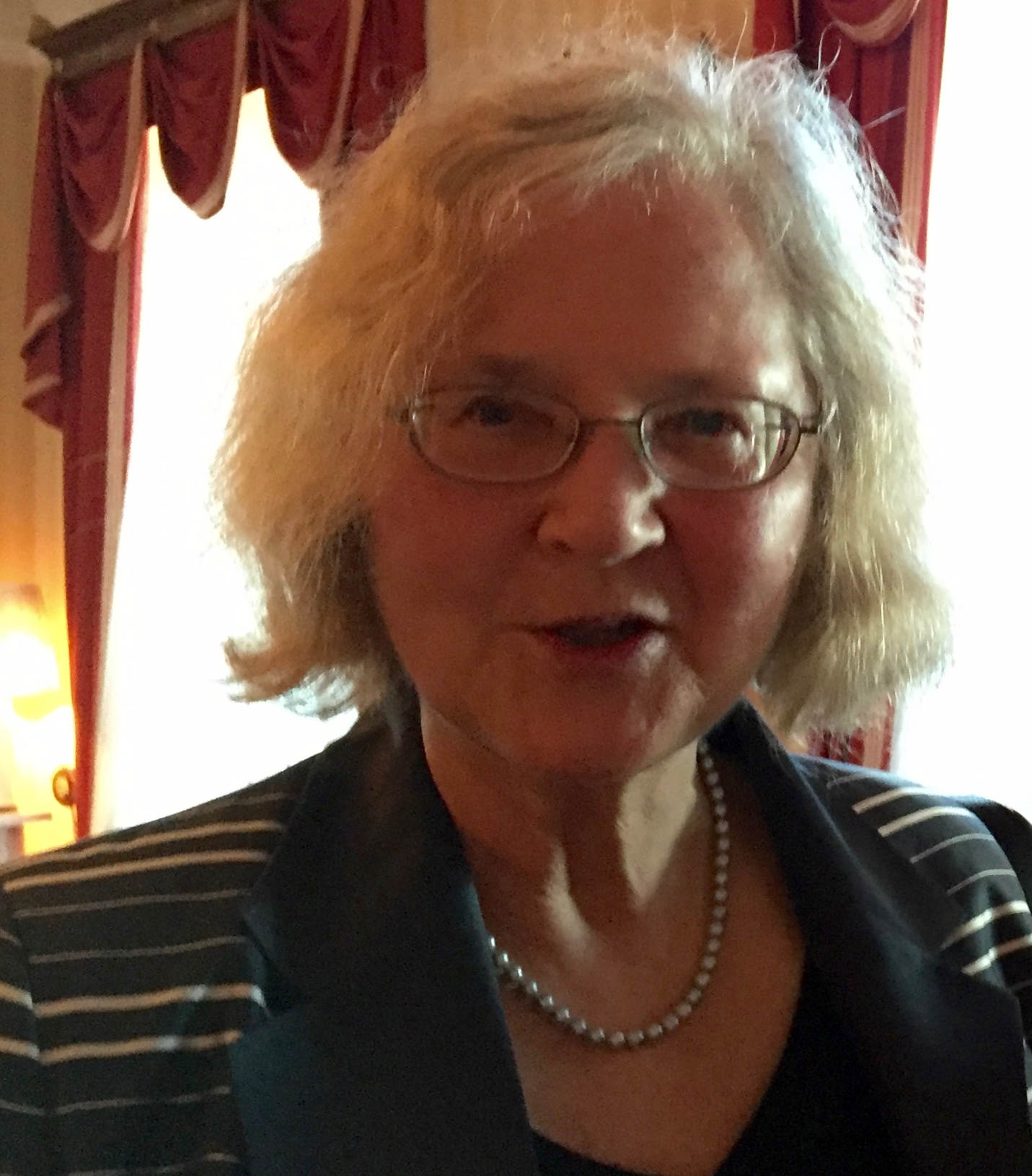
伊丽莎白·布莱克本（诺贝尔医学或生理学奖2009年度）在斯德哥尔摩，于2016年6月

- 《时代》杂志将布莱克本列为2007年度全球最具影响力的100个人物之一。[7][8]
- 诺贝尔生理学或医学奖，2009年，由于“发现端粒和端粒酶如何保护染色体”，布莱克本与格雷德和绍斯塔克一起获得[2]。
- 澳大利亚勋章（澳大利亚日荣誉，2010年），卓越的科学服务，作为生物医学研究领域的领导者，特别是通过发现端粒酶及其在癌症发病和细胞老化中的作用，以及通过捐助作为生物伦理学的国际顾问[9]。
- 新南威尔士皇家学会会员 (FRSN) (2010)[10]
- 加利福尼亚州名人堂（英语：California Hall of Fame） (2011)
- 美国化学家协会金牌（英语：American Institute of Chemists Gold Medal）(2012)[11]
- 英国皇家学会的皇家奖章 (2015).[12]